# Fame Is the Name of the Game
Pour plus de détails, voir Fiche technique et Distribution.
Fame Is the Name of the Game est un téléfilm américain de Stuart Rosenberg diffusé le 26 novembre 1966 sur NBC.
Il s'agit du téléfilm pilote introduisant la série Les Règles du jeu qui débutera deux ans plus tard sur la même chaîne.

## Synopsis
Jeff Dillon est un reporter d'investigation qui travaille pour le "Crime Magazine". Enquêtant sur le meurtre d'une Call-Girl, il découvre un carnet d'adresses et de noms qui appartenait à la victime. Il entend découvrir le tueur qui fait certainement parti des personnes citées par elle.

## Fiche technique
- Titre original : Fame Is the Name of the Game
- Titre français : Qui a tué Ellen Bowen ?[1]
- Réalisation : Stuart Rosenberg
- Scénario : Ranald MacDougall d'après le roman de Tiffany Thayer
- Directeur de la photographie : John F. Warren
- Montage : Edward W. Williams
- Décors : John J. Lloyd
- Musique : Benny Carter
- Producteur : Ranald MacDougall
- Compagnie de Production : Universal Television
- Compagnie de distribution : NBC
- Genre : Policier
- Pays :  États-Unis
- Durée : 100 minutes [2]
- Date de diffusion :
  -  États-Unis : 26 novembre 1966

## Distribution
- Anthony Franciosa : Jeff Dillon
- Jill St. John : Leona Purdy
- Jack Klugman : Ben Welcome
- George Macready : Glenn Howard
- Jack Weston : Griffin
- Lee Bowman : Cruikshank
- Robert Duvall : Eddie Franchot
- Nanette Fabray : Pat
- Jay C. Flippen : Dizzy Shaner
- Melodie Johnson : Belle
- Susan Saint James : Peggy Chan
- Ena Hartman : Marcia Davenport
- John Hoyt : Larkin